# أوسكار باركر
أوسكار باركر (بالإنجليزية: Wilfrid Parker)‏ هو قسيس جنوب أفريقي، ولد في 23 يناير 1883، وتوفي في 23 يونيو 1966.